# 巴尔佐拉
巴尔佐拉（義大利語：Balzola），是意大利亚历山德里亚省的一个市镇。总面积16.72平方公里，人口1442人，人口密度86.2人/平方公里（2009年）。ISTAT代码为006011。